# Minamiaizu
Minamiaizu (japanska: 南会津町?, Minamiaizu-machi) ("Södra Aizu") är en landskommun (köping) i Fukushima prefektur i Japan.  
Kommunen bildades 2006 genom en sammanslagning av kommunerna Tajima, Ina, Nangō och Tateiwa.